# Пекел (Марибор)
Пекел (словен. Pekel) — поселення в общині Марибор, Подравський регіон‎, Словенія.